# Tőre
Tőre (szlovákul Turá) község Szlovákiában, a Nyitrai kerület Lévai járásában. Kis- és Nagytőre egyesítésével jött létre. 1899–1958 között hozzá tartozott Garamveszele területe.

## Fekvése
Lévától 16 km-re délnyugatra, a Garam jobb partján található.

## Története
A régészeti leletek tanúsága szerint területén az újkőkorszakban a vonaldíszes kultúra, a bronzkorban pedig a hévmagyarádi kultúra települése állt itt.
Tőrét 1264-ben "Ture" alakban említik először a korabeli források. 1324-ben "Thure", 1325-ben "Tewre", 1327-ben "Ture" alakban említik. 1302-ben az Arsányi, Miskolc-Bés, Simonyi családok és helyi nemesek birtokolták. A 16. században a Batthyány, majd a Szentiványi, Mednyánszky és Majláth családok a fő birtokosai. 1663-ban felégette a török.
1534-ben 11 portája volt. 1601-ben két kúria és 37 ház állt a faluban. 1720-ban 12 adózója volt. 1828-ban 43 házában 286 lakos élt. Lakói főként mezőgazdasággal, állattartással foglalkoztak.
Kistőre Tőre határában fejlődött ki, 1411-ben bukkan fel először "Kis Teöre" alakban. A Simonyi család birtokolta. 1534-ben 7 portája állt. 1601-ben 2 kúriája és 37 háza volt. 1828-ban 19 házában 119 lakos élt.
Vályi András szerint "Kis Töre, Nagy Töre. Két falu Bars Várm. Kis Törének földes Ura Simonyi, amannak pedig Sz. Iványi Uraságok, lakosaik többfélék, fekszenek Alsó Váradhoz közel, mellynek filiáji; határbéli földgyeik termékenyek, piatzok Sz. Benedeken."
A trianoni békeszerződésig Bars vármegye Lévai járásához tartozott. 1938 és 1944 között újra Magyarország része.

## Népessége
| Év:            | 1994. | 2004.   | 2014.   | 2024.   |
| -------------- | ----- | ------- | ------- | ------- |
| Emberek száma: | 249   | 241     | 227     | 229     |
| Eltérés:       |       | -3,21 % | -5,80 % | +0,88 % |

| Év:            | 2023. | 2024.   |
| -------------- | ----- | ------- |
| Emberek száma: | 231   | 229     |
| Eltérés:       |       | -0,86 % |

1880-ban Kistőre 89 lakosából 77 magyar és 9 szlovák anyanyelvű, Nagytőre 378 lakosából 347 magyar és 25 szlovák anyanyelvű volt.
1890-ben 462 lakosából 406 magyar és 49 szlovák anyanyelvű volt.
1900-ban 531 lakosából 466 magyar és 62 szlovák anyanyelvű volt.
1910-ben 495 lakosából 489 magyar és 6 szlovák anyanyelvű volt.
1921-ben 496 lakosából 481 magyar és 14 csehszlovák volt.
1930-ban 481 lakosából 341 magyar, 122 csehszlovák, 6 zsidó, 9 egyéb nemzetiségű és 3 állampolgárság nélküli volt. Ebből 320 római katolikus, 140 református, 15 evangélikus és 6 izraelita vallású volt.
1941-ben 372 lakosából mind magyar volt.
1970-ben 399 lakosából 245 magyar és 151 szlovák volt.
1980-ban 340 lakosából 225 magyar és 115 szlovák volt.
1991-ben 254 lakosából 174 magyar és 77 szlovák volt.
2001-ben 236 lakosából 143 magyar és 89 szlovák volt.
2011-ben 228 lakosából 129 magyar és 97 szlovák volt.
2021-ben 215 lakosából 73 magyar, 134 szlovák, 3 egyéb és 5 ismeretlen nemzetiségű.

## Neves személyek
- Nagytőrén született 1847-ben Szelestey Károly magyar királyi csendőralezredes, vezérőrnagy.
- Itt született 1889. augusztus 28-án Tőrey Zoltán filmproducer, a Magyar Film Iroda vezérigazgatója – Taubinger Zoltán néven.
- Garamveszelén hunyt el 1912-ben Kazy János ügyvéd, országgyűlési képviselő, 1889-től Bars vármegye főispánja.

## Nevezetességei

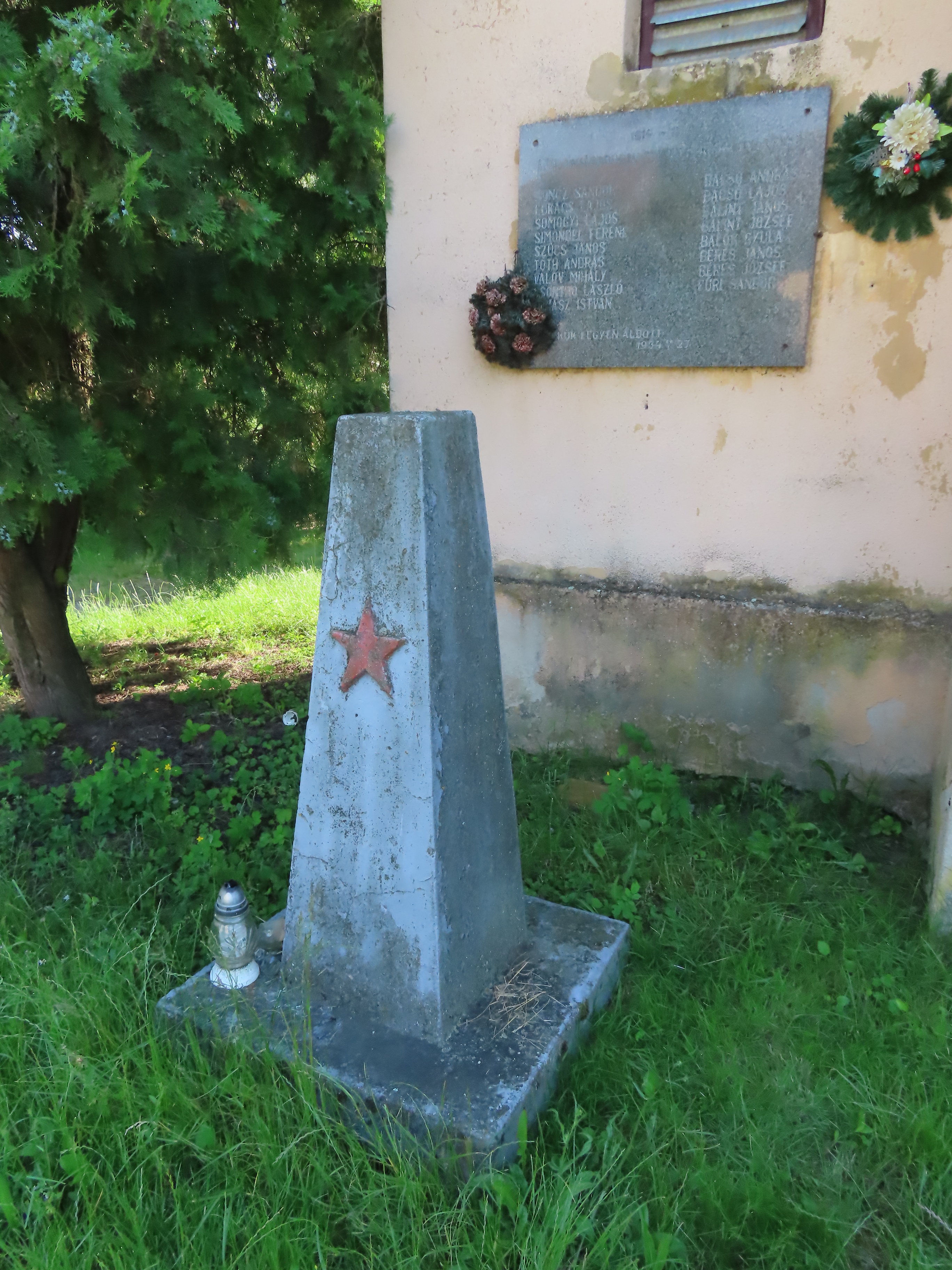
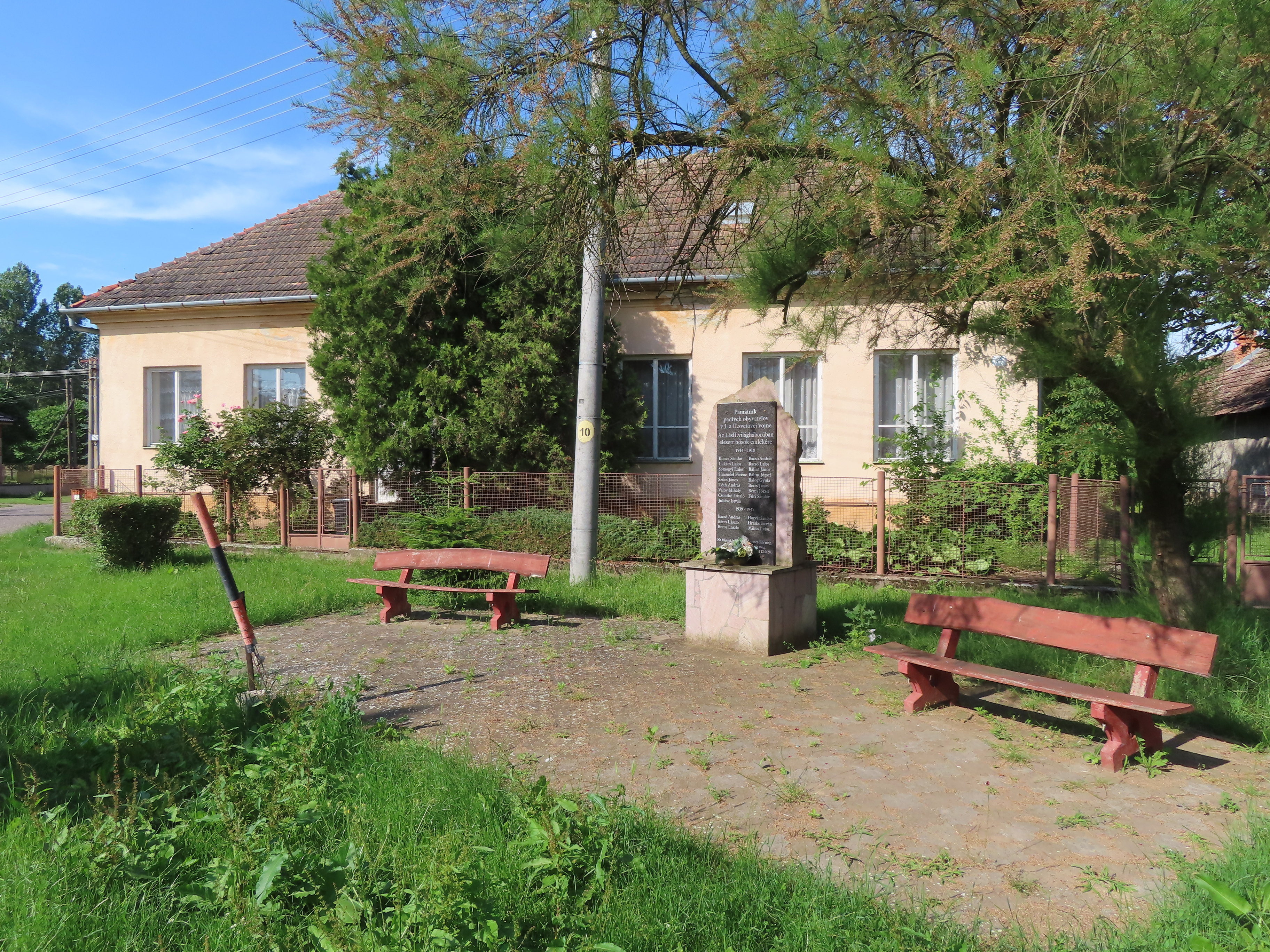
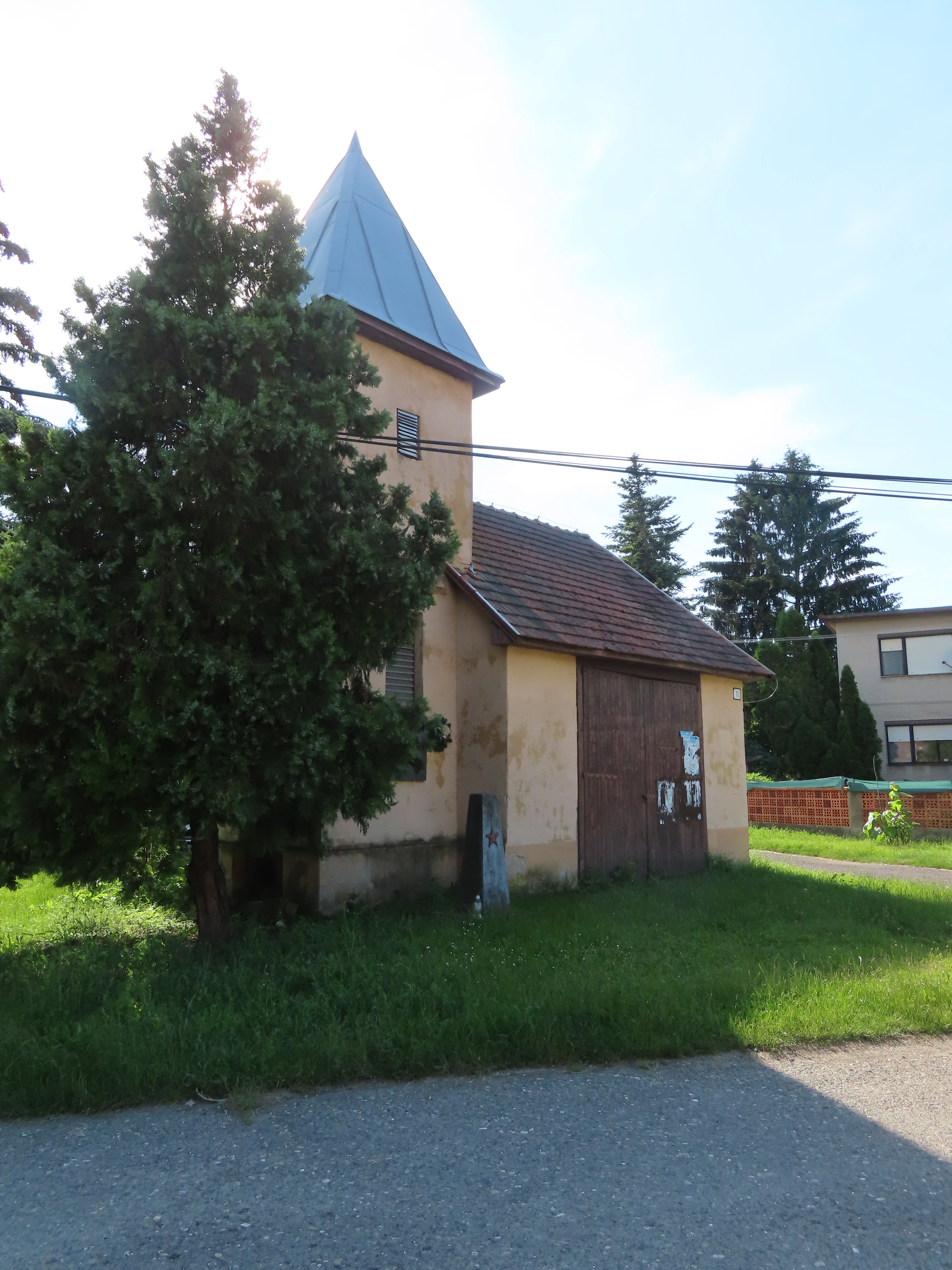
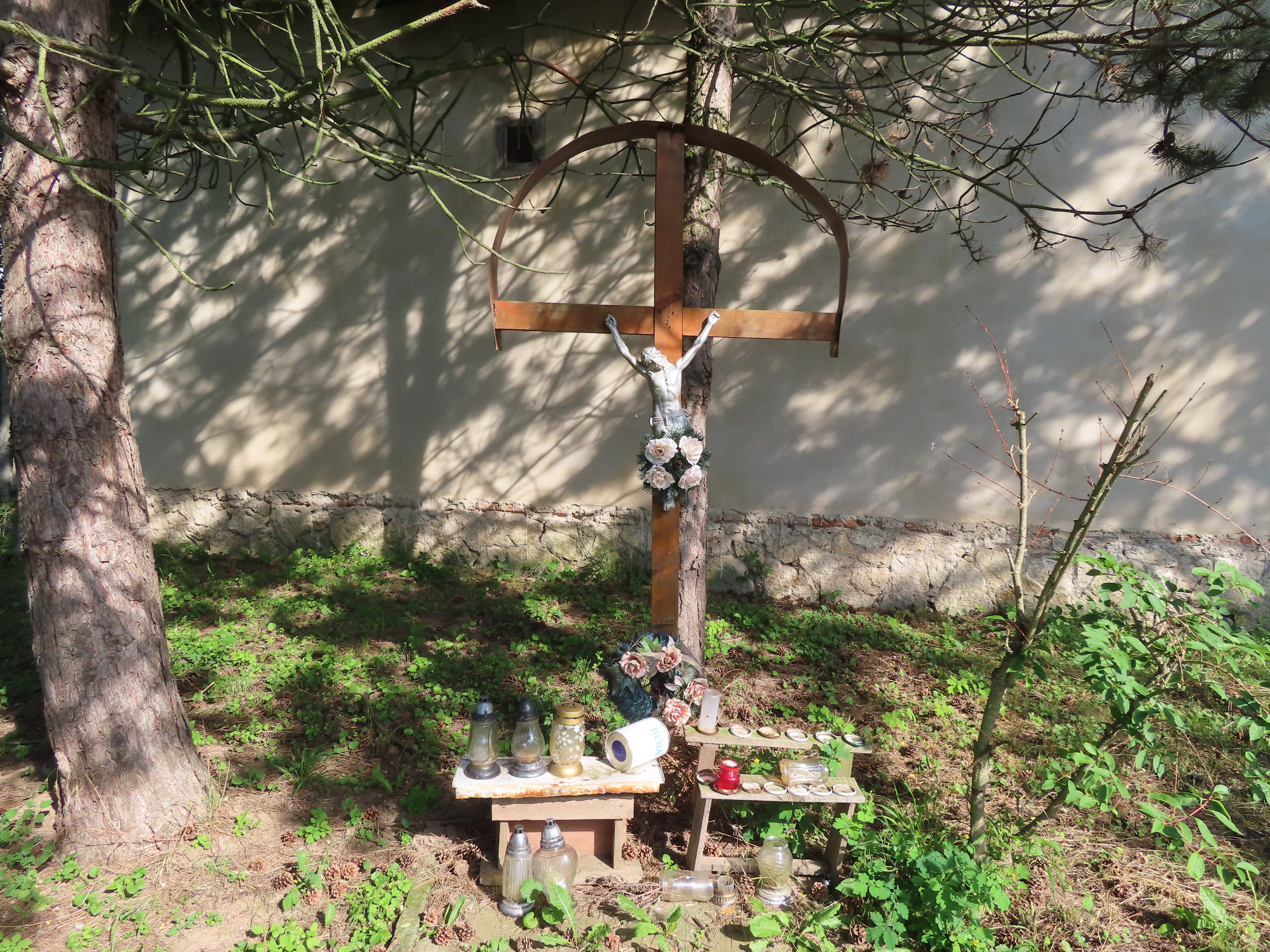
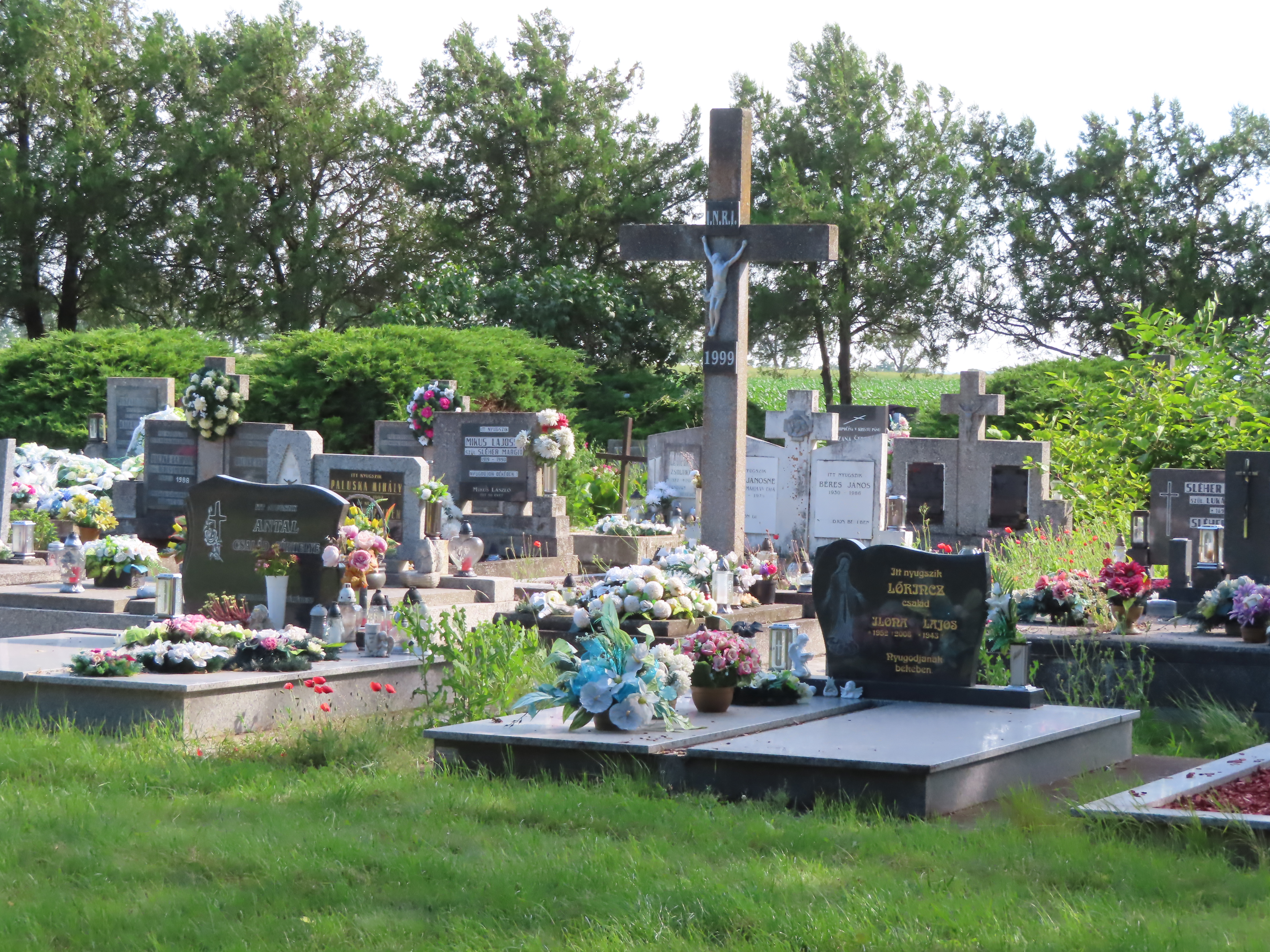
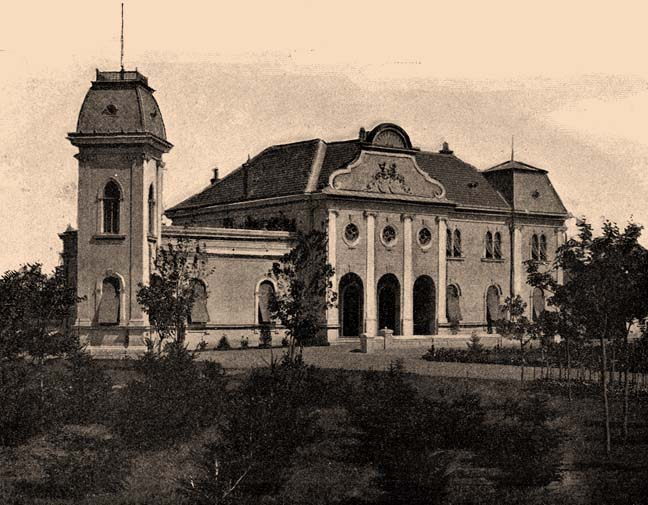

- A Szentháromság tiszteletére szentelt későbarokk kápolnája 1778-ban épült.

## Külső hivatkozások
- E-obce.sk Archiválva 2008. szeptember 20-i dátummal a Wayback Machine-ben
- Községinfó
- Tőre Szlovákia térképén
- Eobec.sk